# Річниці ООН
Організація Об'єднаних Націй відзначає річниці пам'ятних подій своєї історії (англ. United Nations Anniversaries).

## 2015
- 35-я річниця Інституту ООН з досліджень проблем роззброєння (англ. Thirty-fifth anniversary of the United Nations Institute for Disarmament Research)[1] [2]

## 2014
- 20-я річниця Міжнародного року сім'ї (англ. 20th anniversary of the International Year of the Family). Генеральний секретар ООН в своїй доповіді зазначав, що: «Святкування двадцятої річниці Міжнародного року надає можливість приділити підвищену увагу рамковим основам сімейної політики, здатним забезпечувати вирішення нових завдань, що стоять перед сім'ями в період після 1994 року».[3] 1994 рік був оголошений Міжнародним роком сім'ї резолюцією ООН № 44/82.

## 2012
- 60-я річниця Комісії ООН з роззброєння, 11 січня (англ. 60th anniversary of the UN Disarmament Commission, 11 January)
- 40-я річниця набрання чинності Договору по морському дну, 18 травня (англ. 40th anniversary of the Seabed Treaty, 18 May)[4]
- 20-я річниця Декларації ООН про права осіб, що належать до національних або етнічних, релігійних і мовних меншин, 18 грудня (англ. 20th anniversary of the Declaration on the Rights of Minorities, 18 December)[5] [6]

## 2011
- 25-я річниця Чорнобильської катастрофи, 26 квітня (англ. 25th Anniversary of the Chernobyl Disaster, 26 April)[7]
- 50-я річниця загибелі Дага Хаммаршельда, 18 вересня  (англ. 50th Anniversary of the death of Dag Hammarskjöld, 18 September) [8]
- 25-я річниця Декларації про право на розвиток, 4 грудня (25th Anniversary of the adoption of the Declaration on the Right to Development, 4 December)[9] [10]

## 2010
- 50-я річниця Декларації про надання незалежності колоніальним країнам і народам, 14 грудня (англ. 50th Anniversary of the Adoption of the Declaration on the Granting of Independence to Colonial Countries and Peoples, 14 December)[11] [12]

## 2009
- 20-я річниця прийняття Конвенції про права дитини (англ. 20th Anniversary of the Adoption by the General Assembly of the Convention on the Rights of the Child)

## 2008
- 60-я річниця операцій ООН з підтримання миру (англ. 60th Anniversary of UN Peacekeeping Operations)[15]
- 60-я річниця прийняття Загальної декларації прав людини (англ. 60th Anniversary of the Universal Declaration of Human Rights)[16]

## 2005
- 60-я річниця Статуту ООН[17]

## 1998
- 50-я річниця прийняття Загальної декларації прав людини [Архівовано 26 вересня 2017 у Wayback Machine.] (англ. 50th Anniversary of the Universal Declaration of Human Rights)